# Pseudocoris heteroptera
Pseudocoris heteroptera là một loài cá biển thuộc chi Pseudocoris trong họ Cá bàng chài. Loài này được mô tả lần đầu tiên vào năm 1857.

## Từ nguyên
Từ định danh heteroptera trong tiếng Hy Lạp cổ đại có nghĩa là "có vây khác biệt" (hetero: "khác biệt" + ptera: "vây, cánh"), hàm ý đề cập đến gai vây lưng thứ nhất và thứ hai vươn dài ở cá đực

## Phạm vi phân bố và môi trường sống
Trước đây, P. heteroptera được cho là có phạm vi phân bố trên khắp Ấn Độ Dương - Thái Bình Dương. Tuy nhiên, quần thể ở Ấn Độ Dương đã được xác định là một loài mới do có sự khác biệt về hình thái, với danh pháp là Pseudocoris occidentalis.
Theo đó, phạm vi thực sự của P. heteroptera chỉ giới hạn ở Tây–Trung Thái Bình Dương. Loài này được ghi nhận từ quần đảo Ryukyu (Nhật Bản) và đảo Đài Loan trải dài về phía nam đến vùng Tam giác San Hô; ở phía đông được ghi nhận tại Palau, đảo Ulithi (Liên bang Micronesia), xa hơn là đến đảo Howland và đảo Baker (quần đảo Phoenix) và tại quần đảo Line; xa về phía nam đến rạn san hô Holmes và Ribbon trên biển San Hô.
P. heteroptera sống gần các rạn san hô xa bờ ở độ sâu đến 54 m, thường tập trung trên nền đáy cát lẫn đá vụn.

## Mô tả
P. heteroptera có chiều dài cơ thể tối đa được ghi nhận là 20 cm.
Cá con có màu trắng với một dải sọc đen dọc theo lưng và một dải sọc tương tự nhưng rộng hơn ở giữa thân, dọc theo chiều dài cơ thể. Có hàng đốm trắng xanh trên vây lưng. Cá cái có màu vàng lục hoặc nâu cam (sọc đen vẫn còn nhưng mờ dần khi cá cái trưởng thành). Vây lưng và vây hậu môn màu cam. Viền đen ở thùy trên và dưới của vây đuôi. Đốm đen trên nắp mang (vẫn còn xuất hiện ở cá đực).
Cá đực có màu xanh lục lam đến màu ngọc lam hoặc xanh lam thẫm ở đầu và thân trước, chuyển thành vàng lục đến vàng tươi ở thân sau. Một dải rộng màu đen phía sau mắt, theo sau là những dải den hẹp hơn. Vây lưng và vây hậu môn màu đen với các dải màu vàng. Cá đực trưởng thành hoàn toàn có hai thùy đuôi dài.
Số gai ở vây lưng: 9; Số tia vây ở vây lưng: 12; Số gai ở vây hậu môn: 3; Số tia vây ở vây hậu môn: 12; Số tia vây ở vây ngực: 12–13.

## Sinh thái và hành vi
P. heteroptera giai đoạn trung gian (cá con và cá cái đang lớn) thường lẫn vào đàn của những loài cá có kiểu màu tương tự (như cá con của Thalassoma amblycephalum). Những con cá cái cũng có thể hợp thành một nhóm nhỏ và thường có một con đực bơi gần đó. Thức ăn của loài này là động vật phù du.

### Trích dẫn
- "Review of the labrid fshes of the Indo-Pacifc Genus Pseudocoris, with a description of two new species" (PDF). Journal of the Ocean Science Foundation. Quyển 16. 2015. tr. 1–55. {{Chú thích tạp chí}}: Đã bỏ qua tham số không rõ |authors= (trợ giúp)